# كوسان
كوسان قرية سوريّة تتبع إداريّاً لمحافظة حلب منطقة عفرين ناحية راجو، بلغ تعداد سكانها 292 نسمة حسب التعداد السكاني لعام 2004.